# Fábiánháza
Fábiánháza ist eine ungarische Gemeinde im Kreis Mátészalka im Komitat Szabolcs-Szatmár-Bereg. Zur Gemeinde gehört der östlich gelegene Ortsteil Előtelek.

## Geografische Lage
Fábiánháza liegt 12,5 Kilometer südlich der Kreisstadt Mátészalka und drei Kilometer südwestlich der Stadt Nagyecsed. Nachbargemeinden sind Nyírcsaholy im Norden und Mérk im Süden.

## Sehenswürdigkeiten
- Griechisch-katholische Kirche Istenszülő születése, erbaut und erweitert in der ersten Hälfte des 19. Jahrhunderts (Spätbarock)
- Reformierte Kirche, erbaut 1725 (Barock), der Turm wurde 1828 hinzugefügt

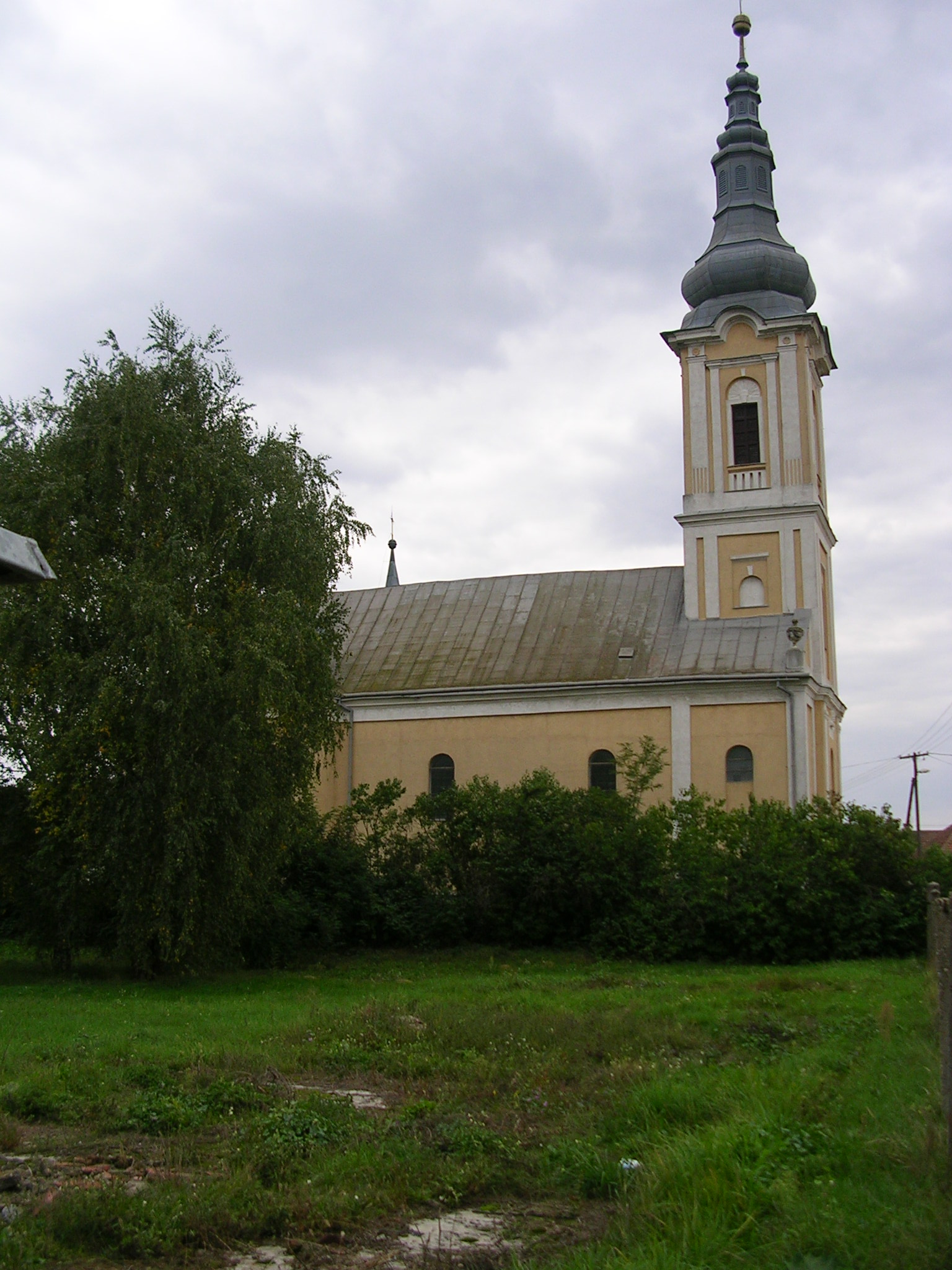
Griech.-kath. Kirche Istenszülő születése

- Heimatmuseum (Tájház)

## Verkehr
In Fábiánháza treffen die Landstraßen Nr. 4918 und Nr. 4921 aufeinander, durch den Ortsteil Előtelek verläuft die Landstraße Nr. 4922. Es bestehen Busverbindungen über Nyírcsaholy nach Máteszalka, über Mérk nach Vállaj sowie nach Nagyecsed, wo sich der  nächstgelegene Bahnhof befindet.